# Coal Mountain (Virginia Occidental)
Coal Mountain es un área no incorporada ubicada dentro del Distrito 3, una división civil menor del condado de Wyoming (Virginia Occidental), Estados Unidos. Está catalogada como un asentamiento humano por la Junta de Nombres Geográficos de los Estados Unidos.
El número de identificación (ID) asignado por el Servicio Geológico de Estados Unidos es 1537461.

## Geografía
Se encuentra a una altitud de 403 metros sobre el nivel del mar (1322 pies) según el conjunto de datos de elevación nacional.